# Корольков, Дмитрий Викторович
Дми́трий Ви́кторович Королько́в (1925—1984) — советский радиоастроном, доктор физико-математических наук (1972).

## Биография
Родился в Гомеле в 1925 году.
В 1942 году вступил добровольцем в ряды Красной Армии, принимал участие в боевых действиях в Великой Отечественной войне, дважды был ранен, демобилизован в 1948 году.
После войны окончил Ленинградский политехнический институт. Работал в Пулковской обсерватории под руководством профессора С. Э. Хайкина и в Специальной астрофизической обсерватории.
Его деятельность была связана с радиоастрономией и научным приборостроением. Он разрабатывал интерферометрические методы радионаблюдения Солнца. Участвовал в создании крупнейшего специализированного крестообразного радиотелескопа под Иркутском. В 1962 году создал и внедрил в практику на Большом Пулковском радиотелескопе самый чувствительный по тем временам широкополосный радиометр по схеме прямого усиления с параметрическим усилителем. С 1969 года был главным конструктором по радиоэлектронному оборудованию крупнейшего в мире рефлекторного радиотелескопа РАТАН-600. Лауреат Государственной премии СССР.
Умер в 1984 году. Похоронен на Пулковском кладбище.

## Научные труды
- Есепкина Н. А., Корольков Д. В., Парийский Ю. Н. Радиотелескопы и радиометры. — М., 1973.
- Глобальные фазостабильные радиоинтерферометрические системы / А. Ф. Дравских, Д. В. Корольков, Ю. Н. Парийский, А. А. Стоцкий, А. М. Финкельштейн, П. А. Фридман // Успехи физических наук. — Вып. 12. — 1981.

## Источник
- Дмитрий Викторович Корольков